# Krzysztof Bukowski

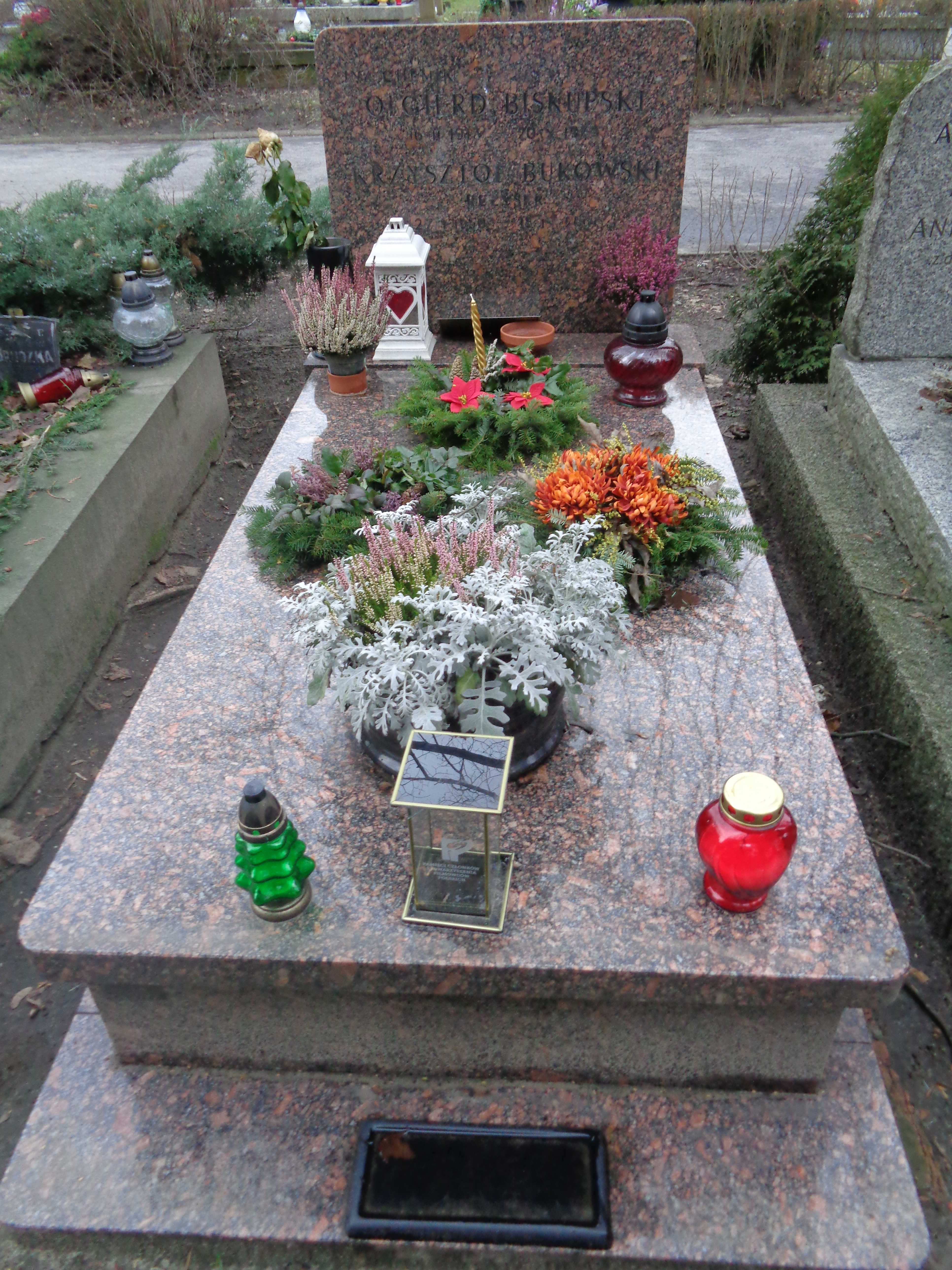
Grób Krzysztofa Bukowskiego na cmentarzu wojskowym na Powązkach

Krzysztof Bukowski (ur. 27 stycznia 1950 we Wrocławiu, zm. 18 kwietnia 2001 w Warszawie) – dokumentalista, reżyser teatralny i telewizyjny.
Absolwent Wydziału Reżyserii PWSFTviT (1980). Pochowany na Cmentarzu Wojskowym na Powązkach kwatera A35 rząd 1 grób 10. 

## Dramaty, oratoria, musicale, sztuki telewizyjne
- Kolęda-Nocka (musical, złota płyta), 1980 – reżyser

## Piosenki
- Julio nie bądź zła (muz. Halina Frąckowiak; sł. Krzysztof Bukowski; wyk. Halina Frąckowiak)
- Tam, gdzie lekki wieje wiatr (muz. Wojciech Trzciński; sł. Krzysztof Bukowski; wyk. Halina Frąckowiak i Krystyna Prońko)

## Filmografia
- 1969: Błękitnienie – reżyseria, scenariusz
- 1971: 150 na godzinę – asystent reżysera
- 1972: Julia – asystent reżysera
- 1972: Wesele – asystent reżysera
- 1987: Początek drogi (Bukowski Krzysztof) – reżyseria, scenariusz
- 1990: Kto ty jesteś – czyli małe oratorium na dzień dzisiejszy – reżyseria
- 1992: Zaćmienie Piątego Słońca – reżyseria
- 1993: Obłoki Marii Janion – reżyseria, scenariusz
- 1993: Centrum dialogu – reżyseria, scenariusz
- 1993: Henryk Mikołaj Górecki. Autoportret – reżyseria, scenariusz
- 1995: Moja pożegnalna podróż – Czesław Zgorzelski – realizacja
- 1997: Antoni Malczewski – reżyseria, realizacja
- 1998: Człowiek który rozpoczął powstanie – reżyseria, scenariusz
- 1998: Norwid. Światło i mrok – realizacja
- 1998: Życie pośmiertne Adama Mickiewicza – reżyseria
- 1999: Czytając Sienkiewicza na Pustyni Negev – reżyseria
- 1999: Janusz Kamiński – szkic do portretu artysty – reżyseria, scenariusz
- 1999: Kibucnik z Nir Oz – reżyseria
- 1999: Rozbijemy zabawę, czyli przyczynek do biografii pewnego pokolenia szkoły filmowej – reżyseria, scenariusz
- 1999: Wybrańcy bogów umierają młodo – reżyseria, scenariusz
- 2000: Chłopcy z Targowej 61/63 – reżyseria, scenariusz
- 2000: Emigrantka – reżyseria
- 2000: Hollywood w Trójce – reżyseria, scenariusz